# Arnold Gehlen
Arnold Gehlen (Leipzig, 29 januari 1904 - Hamburg, 30 januari 1976) was een invloedrijke Duitse conservatief, filosoof en socioloog. Hij was de zoon van de uitgever Max Gehlen en Margarete Ege. In 1937 huwde Gehlen met Veronika von Wolff. 

## Studie
Nadat Gehlen in 1923 het gymnasium in Leipzig verliet, studeerde hij tussen 1924 en 1927 filosofie, filologie, psychologie en germanistiek in zijn geboortestad Leipzig en in Keulen. Hij promoveerde bij Hans Driesch, die van grote invloed op het denken van Gehlen is geweest. Hij wordt in 1930 gehabiliteerd op het proefschrift Wirklicher und unwirklicher Geist. Eine philosophische Untersuchung in der Methode absoluter Phänomenologie.

## Wetenschappelijke loopbaan
Al in 1933 werd hij lid van de NSDAP en de lerarenbond van de NS. In hetzelfde jaar wordt de Duitse theoloog en godsdienstfilosoof Paul Tillich aan de Universiteit van Frankfurt onder druk van het regime ontslagen, waarop hij naar de Verenigde Staten emigreert. Gehlen volgt Tillich op, maar vertrekt korte tijd later, in 1934, weer naar Leipzig. Hier was Arnold Gehlen assistent van Hans Freyer, de grondlegger van de Leipziger Schule, zoals de sociologie aan het instituut voor culturele en algemene geschiedenis in Leipzig (voor 1933: Instituut voor sociologie) genoemd werd. Tegelijkertijd bekleedde Gehlen hier de leerstoel voor filosofie. In 1938 neemt Gehlen de leerstoel voor filosofie aan de universiteit in Kaliningrad (voormalig Koningsbergen) aan. Tussen 1940 en 1945, met een korte onderbreking, was hij verbonden aan de universiteit van Wenen. Hij onderbrak dit werk tussen oktober 1941 en mei 1942 om voor de Wehrmacht in Praag te werken als ambtelijk medewerker (Kriegsverwaltungsrat). Na de oorlog werd hij onmiddellijk ontslagen als niet-Oostenrijker. Tussen 1947 en 1961 was hij professor voor psychologie en sociologie aan de hogeschool voor bestuurswetenschappen in Speyer en vanaf 1962 professor voor sociologie aan de Technische Universiteit in Aken. In 1969 ging hij met emeritaat.

## Gedachtegoed
Gehlen was sterk beïnvloed door Hans Driesch, Nicolai Hartmann en Max Scheler. In zijn werk komen biosociologische thema's aan bod en neemt de filosofische antropologie een belangrijke plaats in. Gehlen meent dat de mens in de ontogenese zijn instincten heeft verloren en dat de noodzakelijke sociale institutities dit gemis opvangen. Termen van Gehlen zoals de-institutionalisering en Reizüberflutung hebben voor een deel ingang gevonden in de sociologie. Zijn sociologische denkbeelden zijn vaak tot de School van Leipzig (Hans Freyer) te rekenen. Met Ernst Jünger en Carl Schmitt behoorde Gehlen tot de Conservatieve Revolutie die ten tijde van de Weimarrepubliek radicaal gedachtegoed intellectualiseerde en een brug sloeg tussen het nationaal-conservatieve en nationaalsocialistische gedachtegoed. Zijn houding tijdens het Derde Rijk was die van een opportunist. Hij was meer dan eens opvolger van op grond van racistische en politieke motieven ontslagen wetenschappers. Daarentegen zijn openlijke antisemitische uitlatingen van hem niet bekend, in tegenstelling tot het gros van de tot de Conservatieve Revolutie behorende geleerden. In 1947 wordt zijn denazificatie afgesloten. Na de oorlog is hij niet meer sterk in de openbaarheid getreden, met uitzondering ten tijde van de studentenprotesten in 1968, welke hij scherp veroordeelde.